# マッテオ・ブリーギ
マッテオ・ブリーギ（Matteo Brighi, 1981年2月14日-）は、イタリア・エミリア＝ロマーニャ州リミニ出身の元同国代表サッカー選手。現役時代のポジションはミッドフィールダー。
弟はかつてユヴェントスFCに所属していたマルコ・ブリーギ。

## 経歴
1997年、地元のセリエC1のクラブ、リミニ・カルチョFCでキャリアをスタート。1999-00シーズンの34試合6得点の活躍からユヴェントスFCへ引き抜かれ、2000年9月30日のSSCナポリ戦でセリエAデビュー。しかし選手層は厚く定位置獲得までは至らず、翌年にボローニャFCへレンタル移籍をするとここで開花し、クラブのリーグ7位という成績に貢献した。この年のセリエA最優秀若手選手賞を受賞し、イタリア代表にも選ばれるなど躍進の1年となった。
この活躍が評価されユヴェントスに戻るが、マルコ・ディ・ヴァイオとのトレードでACパルマへ共同保有選手として移籍。ここでもレギュラーポジションは取れず、翌年ブレシア・カルチョにレンタル移籍した。2004年に保有権はユヴェントスに買い取られるものの、エメルソンとの取引の一部としてASローマに移籍。2004-05シーズンからACキエーヴォ・ヴェローナにレンタル選手として加入すると、徐々に輝きを取り戻した。キエーヴォで3年間プレーした後、2007年よりローマに復帰した。
2008-09シーズンは主力選手の怪我などにより出場機会が増加。驚異的な運動量と攻守において非常に高いパフォーマンスを見せ、ローマの新フォーメーションであった4-3-1-2の左インサイドハーフに定着した。クラブでの活躍や代表メンバーでチームメイトであるシモーネ・ペッロッタやアルベルト・アクイラーニらの負傷により、2009年3月22日に代表に再び招集されると、3月28日のモンテネグロ戦で6年半ぶりとなる出場を果たした。
2011年8月31日、セリエAに復帰を果たしたアタランタBCへレンタル移籍したが11試合の出場に留まった。2012年8月11日、同じくセリエA復帰を果たしたトリノFCにレンタル移籍、翌年7月には完全移籍を果たす。2014-15シーズンはUSサッスオーロ・カルチョでプレー。2015年7月20日、セリエAに昇格したボローニャFCに復帰した。2016年7月15日、2年契約でセリエBのペルージャ・カルチョへ完全移籍。
2018年1月24日、ローマ時代にアシスタントコーチとして指導を受けたアウレリオ・アンドレアッツォーリ率いるエンポリFCとシーズン終了までの契約を締結した。

## 代表歴
2002年8月21日、トリエステで行われたスロベニア戦でイタリア代表デビューを飾った。

## 特徴
高い戦術眼とテクニックを装備し、若手時代に将来を嘱望されていたミッドフィールダーだったが伸び悩み、その高いポテンシャルを発揮できずにいた。その後、守備のケアとエリア内への飛び込みなどの攻撃的な仕事を同時にこなす運動量豊富なバランサーとして才能を開花させている。

## タイトル

### クラブ
ユヴェントス
- スーペルコッパ・イタリアーナ : 2002

ローマ
- スーペルコッパ・イタリアーナ : 2007
- コッパ・イタリア : 2008

エンポリ
- セリエB : 2017-18

### 代表
U-21イタリア
- UEFA U-21欧州選手権 : 2004

### 個人
- オスカル・デル・カルチョ若手選手賞 : 2002